# Старт Телеком
«Старт Телеком» — бывшая российская телекоммуникационная компания, один из лидеров рынка магистральной связи. Полное наименование — Открытое акционерное общество «Старт Телеком». Штаб-квартира — в Москве.

## История
2004 год: «Старт Телеком» образовался в результате объединения сетевой инфраструктуры нескольких крупных операторов связи.
2006 год: протяженность магистральной сети Старт Телеком достигает 10 000 км.
2007 год: «Старт Телеком» запустил в коммерческую эксплуатацию местную сеть в приволжском федеральном округе. Сеть протяженностью 4800 км содержала 90 узлов и обладала пропускной способностью 10 Гбит/с.
2008 год: «Старт Телеком» вошел в топ-30 телекоммуникационных компаний России по объемам выручки.
2009 год: выход на международный рынок – строительство собственного узла связи во Франкфурте и подключение к DEC-IX.
2009 год: «Старт Телеком» становится 7-м в списке крупнейших магистральных операторов России.
2010 год: «Старт Телеком» занимает 6-е место в списке крупнейших магистральных операторов России.
2012 год:  Строительство местных сетей в городах Саранск и Дзержинск.
2012 год:  Подключение к  точке обмена трафиком AMS-IX (Амстердам).

## Собственники и руководство
Основной акционер ОАО «Старт Телеком» — компания Alternativa Capital Леонида Реймана и структур ВТБ, которой принадлежит 100 % акций компании.
Генеральный директор — Носов Константин Андреевич.

## Деятельность
Компания занимает 21-е место среди российских телекоммуникационных компаний по предоставляемому объему услуг связи и 6-е место по протяжённости магистральной сети. В 2008 году компания вошла в топ-25 телекоммуникационных компаний России по объемам выручки. 
«Старт Телеком» предоставляет услуги ip-транзита, аренды каналов связи, доступа к сети Интернет, в том числе БШД, создания виртуальных частных сетей. А также услуги присоединения и пропуска трафика между сетями ПД, проводную и беспроводную телефонию.
«Старт Телеком» владеет собственной магистральной волоконно-оптической сетью связи, построенной с использованием самых современных технологий, и охватывающую значительную часть территории России. Что позволяет реализовывать крупномасштабные телекоммуникационные проекты для различных отраслей экономики. Протяженность магистральной волоконно-оптической сети компании составляет более 16 тыс.  км., имеет более 200 узлов доступа, а её пропускная способность достигает 100 Гб/с.  
Компания «Старт Телеком» активно работает на операторском и корпоративном рынках, а также с физическими лицами. Среди клиентов компании - ведущие операторы связи, крупные российские и иностранные корпорации, государственные учреждения и федеральные ведомства. 
«Старт Телеком» владеет лицензиями, позволяющими оказывать наиболее востребованные на телекоммуникационном рынке услуги: внутризоновой телефонной связи – более чем в 20 субъектах РФ, беспроводного широкополосного доступа (WiMax 3,5 ГГц) – в 62 субъектах РФ, местной телефонной связи, предоставления каналов связи в аренду, передачи данных, телематических услуг – на всей территории РФ.
В конце 2011 года компания запустила проект строительства городских сетей ШПД по технологии FTTB в городах с численностью населения от 200 до 300 тыс. чел., с предоставлением пакета телекоммуникационных услуг: высокоскоростной доступ в Интернет, кабельное телевидение, телефония.

## Рейтинги
24 место в рейтинге «50 наиболее стратегичных телекоммуникационных компаний, предоставляющих услуги связи на территории России, 2012 год. ».
22 место в рейтинге «CNews Telecom 2012:Крупнейшие телекоммуникационные компании России».
24 место в рейтинге «CNews Telecom 2011:Крупнейшие телекоммуникационные компании России».
31 место в рейтинге «50 наиболее стратегичных телекоммуникационных компаний, предоставляющих услуги связи на территории России (по состоянию на 1 октября 2011г.)».
6-е место в ежегодном рейтинге журнала «Стандарт» «Топ-10 крупнейших в России магистральных сетей на декабрь 2010».

## Логотип
Стилизованный знак астериска белого цвета на фоне щита кораллового цвета.
Форма щита повторяет форму клавиши компьютера, телефона или любого другого цифрового устройства. 
Клавиша со звездочкой - функция цифровой связи.